# هامبر (سيارة مصفحة)
سيّارة هامبر المُصفَّحة (بالإنجليزيّة: Humber Armoured Car) هي سيّارة عسكريّة مُصفَّحة بريطانيّة الصنع تم تطويرها وتصنيعها خلال الحرب العالميّة الثانية لدعم متطلّبات الجيش البريطاني في توفير القدرة على الحركة السريعة والدوريّات وجمع المعلومات الاستخباريّة وما شابه.
كانت هذه المركبة المُصفَّحة واحدة من أكثر المركبات القتاليّة المُصفَّحة شيوعًا في الجيش البريطاني خلال الحرب. ولقد تم إنتاجها بكميّات كبيرة من قِبَل الصناعات البريطانيّة خلال الحرب، وظلّت قيد الاستخدام حتى إلى ما بعد ذلك في مناطق مختلفة من العالم.

## الخدمة
تم استخدام المُدرَّعة لأول مرة من قِبَل الجيش البريطاني في الحرب العالميّة الثانية عام 1941. وكانت هذه المركبات تُستخدم على نطاق واسع في شمال إفريقيا من قبل وحدات هوسار الحادي عشر وغيرها. وقد كانت أول سيّارة بريطانيّة تقوم بدخول طبرق في شمال أفريقيا بعد غزوها مع فريق من وحدة هوسار البريطانيّة. تم استخدم عدد قليل من المُصفحّة بشكل مكثّف في الدوريّات على طول خطوط الإمداد في شمال إيران، كما تم استخدامها على نطاق واسع في الجبهة في بورما. في الساحة الأوروبية، كانت تُستخدم بشكل أساسي للدوريّات والاستخبارات من قبل الوحدات البريطانيّة والكنديّة. ولقد استولت فرقة الدبّابات الألمانيّة التاسعة، التابعة لقوات الأمن الخاصّة الألمانيّة، على عدد منها من نوع Mk IV، واستخدمتها في منطقة أرنهيم في عام 1944. كما تم استخدامها بشكل كبير في الحرب الصينيّة-الهنديّة.
استخدمت الشرطة البريطانيّة في فلسطين الانتدابيّة هذه المركبات على نطاق واسع. وقد تم بيعها لعدّة دول حول العالم بعد نهاية الحرب العالميّة الثانية، واستخدمتها عدّة جيوش عربيّة كما في مصر والأردن والعراق.

## الطرازات
تم إنتاج أربعة أنواع رئيسيّة من هذه المُصفَّحة هي: Mk I و Mk II و Mk III و Mk IV. كان النوع الأخير Mk IV يُعتبر التحديث النهائي والأفضل والأكثر إنتاجًا من بين جميع الأنواع الأخرى.
النماذج
| نموذج المركبة | الوحدات المُصنَّعة | التفاصيل | الملاحظات                             |
| ------------- | --------------- | --- | ------------------------------------- |
| Mk-I          | 300 قطعة        | يُعتبر النموذج الأصلي، تم تصنيعه اعتمادًا على تصميم سيّارة غاي المُصفَّحة، وهو مُسلَّح بمدفع رشاش بيسا عيار 15 ملم وواحد عيار 7.92 ملم. يتسع لطاقم مكون من ثلاثة أفراد: سائق، مدفعي، وقائد. | تم تصميم نموذج معدل عليه هو MK-I AA.  |
| Mk-II         | 400 قطعة        | التغييرات في برج المدفع. تم بتركيب درع أكثر سمكًا حول الكابينة وحول المبرد. | تم تصميم نموذج معدل عليه هو Mk-II OP. |
| Mk-III        | ?               | برج أكبر من ثلاثة أفراد مع مشغل لاسلكي للقائد. |                                       |
| Mk-IV         | 2000 قطعة       | مزود بمدفع أمريكي من طراز M5 أو M6 عيار 37 ملم. كان هذا المدفع يعتمد على سلاح جديد بسرعة عالية بدلاً من مدفع الرشاش الثقيل.                                                         |                                       |

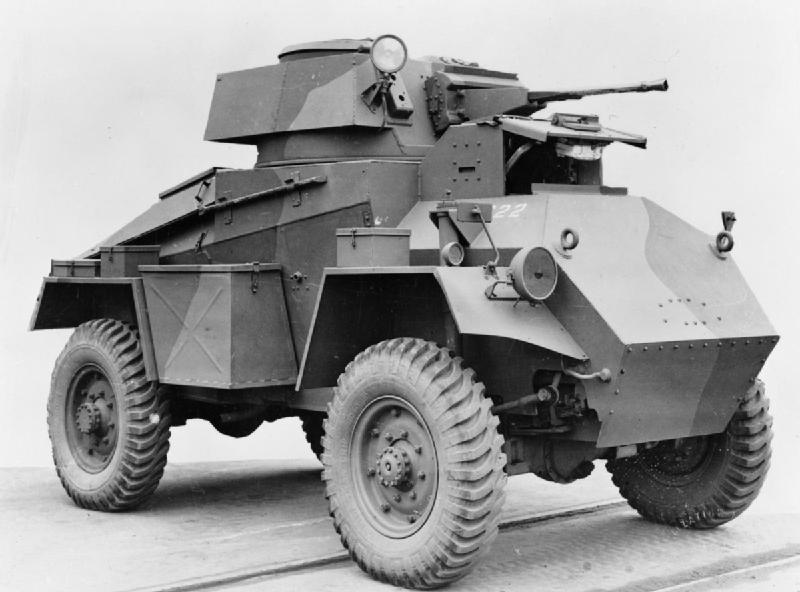
Mk I
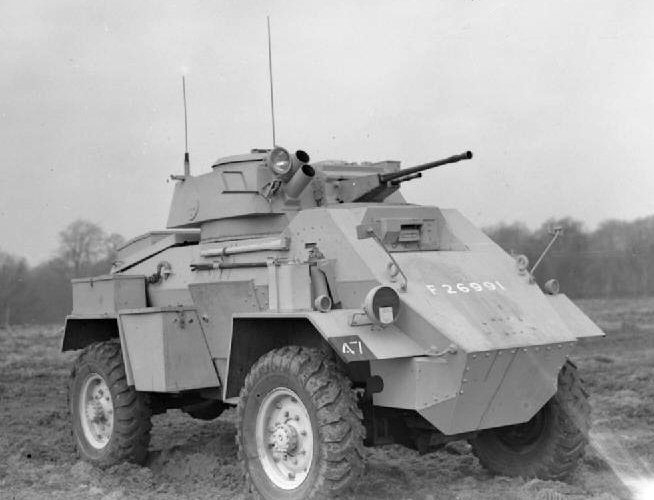
Mk II
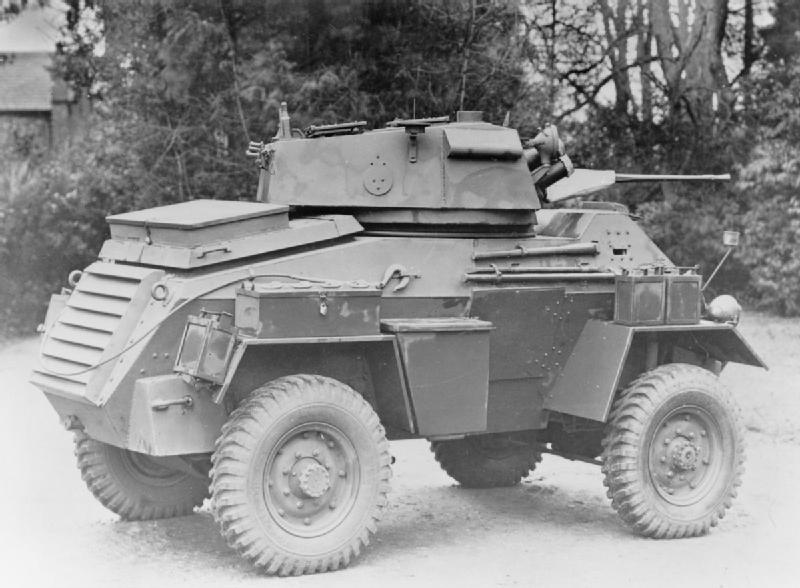
Mk III
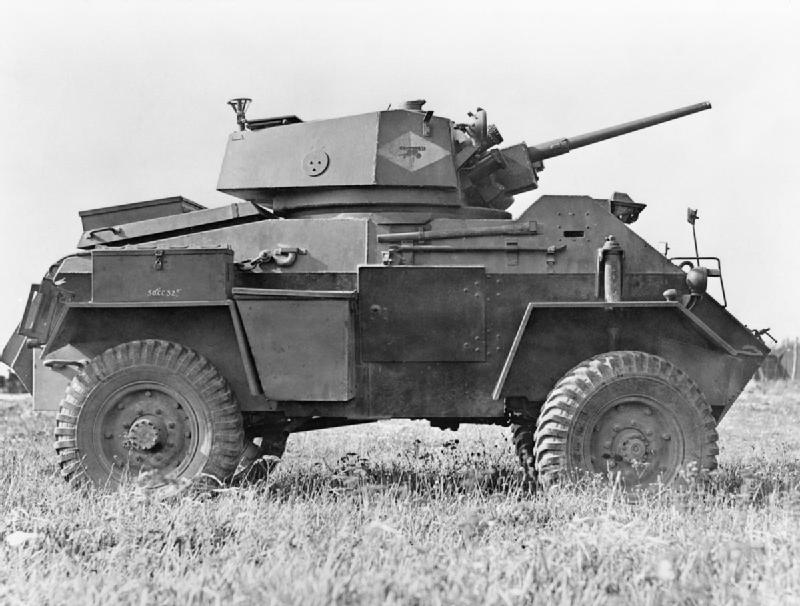
Mk IV

## المشغلون السابقون

### خلال الحرب العالمية الثانية

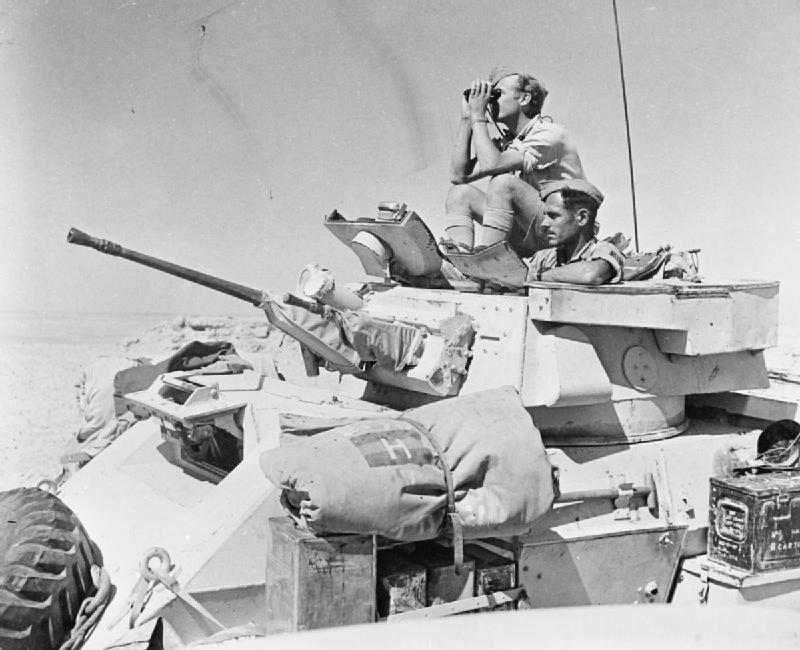
مُصفَّحة هامبر Mk II تابعة للقوّات البريطانيّة في الصحراء الغربيّة بمصر أثناء الحرب العالميّة الثانية.

- إيطاليا
- البرتغال
- الراج البريطاني (الهند البريطانيّة)
- فلسطين الانتدابيّة
- كندا
- المملكة المتحدة

### بعد الحرب العالمية الثانية

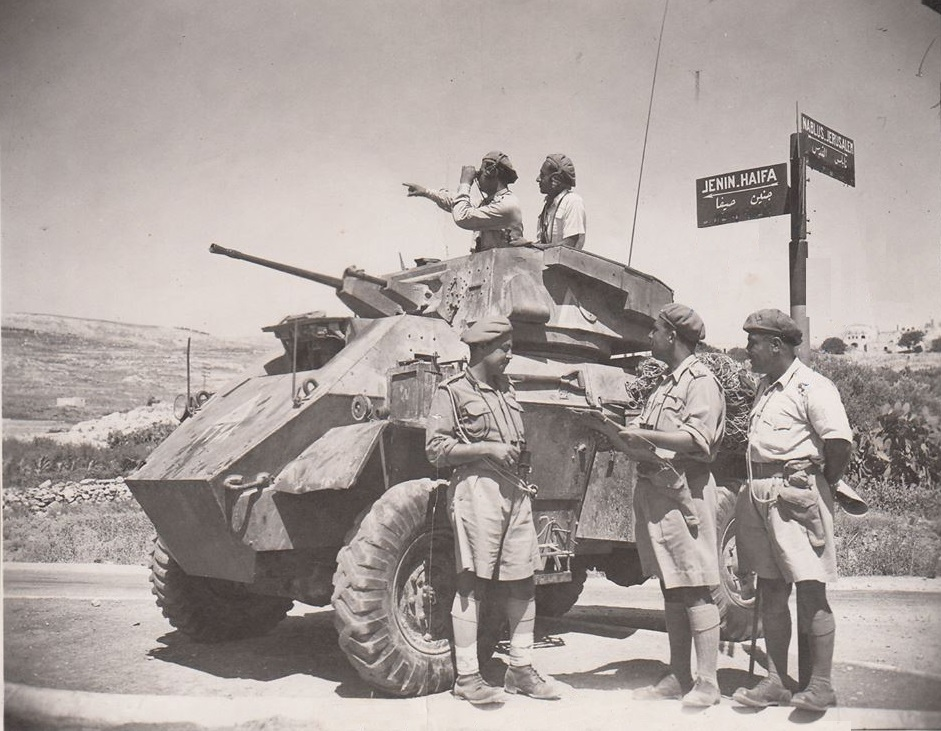
مُصفَّحة هامبر Mk III تابعة للقوّات العراقيّة في جنين أثناء حرب فلسطين 1948.

- الأردن
- إندونيسيا
- بورما
- الدنمارك
- سريلانكا (سيلان)
- العراق
- قبرص
- مصر
- المكسيك
- الهند
- هولندا

## وصلات خارجية
- مركبات الحرب العالمية الثانية (بالإنجليزية)
- معرض صورة للمُصفَّحة طراز MK IV:  و .
- متحف الفرسان الهولندي: يحتوي المتحف على سيارتين مُصفَّحتين هامبر وسيارة هامبر للاستطلاع الخفيفة في معرضه.